# Teatro Verdi (Zara)
Il Teatro Verdi fu un teatro di Zara.

## Storia

### Il Teatro Nobile
Il primo teatro della città di Zara fu il Teatro Nobile in Contrada Sant'Antonio, eretto nel 1783. Era un teatro sociale, con tre ordini di palchetti (74 in tutto, più quello di rappresentanza) e venne a costare 3.000 zecchini.
Primarie compagnie di prosa vi venivano dall'Italia con drammi e commedie; vi calcarono le scene Ernesto Rossi, il celebre caratterista zaratino Antonio Papadopoli, Ermete Novelli fanciullo e perfino una Eleonora Duse ancora bambina.
Dopo il disastroso incendio del Ring Theater di Vienna (8 dicembre 1881), il Teatro Nobile - nel frattempo divenuto teatro della Società Filodrammatica Paravia (dal nome del benefattore zaratino Pier Alessandro Paravia, che donò alla città il nucleo iniziale librario da cui sorse l'antica Biblioteca Paravia, attuale Biblioteca Comunale) - fu interdetto a feste pubbliche e private e il 18 gennaio 1882 fu costretto a chiudere.

### Il Teatro Nuovo
Gli zaratini però non volevano accettare l'assenza di un teatro nell'allora capitale del Regno di Dalmazia, tanto più che le altre due città principali della regione - Spalato e Ragusa - avevano eretto negli ultimi decenni i propri teatri cittadini: la prima il Teatro Bajamonti (1859) e la seconda il Teatro Bonda (1863), oggi Marin Držić. L'idea dell'erezione di un nuovo teatro a Zara fu lanciata dal musicista e critico musicale Giovanni Salghetti Drioli, della famiglia proprietaria di una delle maggiori distillerie di maraschino della città, e raccolta da alcuni degli zaratini più in vista: lo stesso Salghetti Drioli, assieme a Natale Filippi, Simeone Cattich, Antonio de Stermich di Valcrociata, Nicolò Luxardo, Giuseppe Perlini ed altri, costituirono quindi la Società per Azioni del Teatro Nuovo, che incaricò del progetto l'architetto veneziano Enrico Trevisanato; la direzione dei lavori venne affidata all'architetto zaratino Miho Klaić.
Dai conti Lantana fu acquistato per 6.000 fiorini un fatiscente palazzo, già dimora dei vescovi di Nona, in Campo Castello. I lavori iniziarono il 25 aprile 1864, ancor prima che giungessero i necessari permessi da Vienna. La costruzione venne affidata all'imprenditore zaratino Angelo Cantù (proti muratori Nicolò Trigari e Giovanni Mazzoni), l'ossatura interna a Francesco Fabbrovich, coadiuvato dai maestri d'ascia Francesco Fisser, Guglielmo Zillio, Giacomo Uzigović; le pitture al veneziano Antonio Zuccaro e al triestino Carlo Matscheg: sul soffitto dello stabile Zuccaro dipinse il Trionfo della Civiltà mentre Matscheg si occupò, oltre che della realizzazione degli ornamenti sulla base dei disegni dell'architetto Trevisanato, della decorazione di altre parti del soffitto, dell'esterno delle logge, del cancello del mezzanino e dei fiori della prima linea con lo sfondo rosso e blu; gli stucchi furono affidati al triestino Leone Bottinelli e al veneziano Carlo Franco; il palcoscenico a Jacopo Caprara.
Il teatro costò la ragguardevole cifra di 110.000 fiorini e venne aperto al pubblico la sera del 10 settembre 1865 per la festa di commiato del governatore barone Lazzaro de Mamola; l'inaugurazione ufficiale ebbe luogo il 7 ottobre 1865, vigilia del santo patrono San Simeone profeta e da allora data d'inizio della stagione teatrale, con la rappresentazione di Un ballo in maschera di Giuseppe Verdi. Il primo maestro concertatore del Teatro Nuovo di Zara fu il milanese Antonio Ravasio, che scritturò per la stagione il soprano Lena Tencajoli, il soprano leggero Fanny Guillemin, il baritono Ercole Storti-Gozzi e il basso Giuseppe Wagner.
Il teatro era lungo 44,50 metri. La sua facciata principale (nell'odierna via Biankini, già via del Teatro Nuovo) e quella che dava sullo spiazzo del Castello erano in stile neorinascimentale. Sopra i 5 finestroni che sovrastavano le arcate del porticato erano sistemati i busti del Goldoni, di Rossini, dell'Alfieri, di Teobaldo Ciconi, e in mezzo a questi Dante Alighieri.
Per decenni il teatro fu il centro della vita culturale ed artistica zaratina. Vi ebbero luogo spettacoli di vario genere: opere liriche, operette, balletti, commedie, drammi, spettacoli di varietà, film muti e sonori, balli e veglioni. La locale Società Filarmonica (fondata nel 1858) vi teneva da sei a otto concerti nell'apposita sala del secondo piano, della capienza di 400 posti a sedere, mentre il teatro poteva ospitare 1.500 spettatori: un numero esorbitante, tenuto conto del fatto che la città in quegli anni contava dai sette ai diecimila abitanti.
Il Teatro Nuovo era un teatro sociale di proprietà degli azionisti, possessori dei 48 palchi di prima e seconda fila e di un quarantottesimo dell'edificio a testa. Essere azionista del teatro - nonché palchettista - divenne un segno di distinzione: i palchettisti comunque contribuivano al sostegno degli spettacoli con un canone sociale, votato di anno in anno dall'assemblea degli azionisti, che eleggeva biennalmente e a scrutinio segreto la presidenza del sodalizio, composta da tre presidenti e due sostituti, alla quale era affidata la scelta del repertorio, degli impresari, degli artisti e dei capocomici, nonché i contatti con le agenzie teatrali e le migliorie strutturali da farsi in corso d'anno. La stagione lirica era sovvenzionata dalla Luogotenenza e dal Municipio.
Nel 1870 il Teatro Nuovo subì un incendio le cui cause non furono chiarite: secondo alcuni, si trattò di un atto doloso, in quanto il teatro era il simbolo degli italiani della Dalmazia.
Tra i Direttori d'orchestra più celebri dell'800 che hanno diretto al Teatro Nuovo di Zara, si annovera il M°Antonino Palminteri, presente nell'aprile del 1897, portando in scena le Opere :Manon di Massenet e Lohengrin di Richard Wagner Gli esiti delle rappresentazioni furono eccellenti e apprezzatissimi.

### Il Teatro Verdi

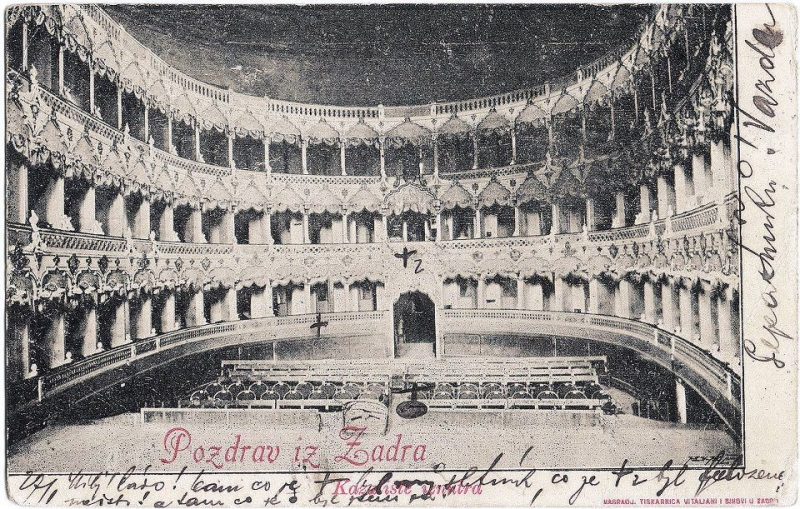
L'interno del Teatro Verdi agli inizi del XX secolo.

Fu nell'assemblea degli azionisti del 1901 che si decise il cambio di nome: il Teatro Nuovo venne intitolato quindi a Giuseppe Verdi, e in questa scelta ebbe sicuramente peso la mutata situazione politica della Dalmazia: Zara era rimasta l'unica città governata ancora dal Partito autonomista, nel tempo divenuto il partito degli italiani, mentre la dieta provinciale e le altre località erano oramai in mano al Partito Nazionale croato, che aspirava all'unificazione del Regno di Dalmazia col Regno di Croazia, all'interno dell'Impero Austroungarico. Le cronache del tempo ricordano l'annuale Ballo della Lega, durante il quale si raccoglievano fondi per il sodalizio della Lega Nazionale, che manteneva in Dalmazia una serie di scuole private in lingua italiana.

Settembre 1922: si esibisce la famosa soprano Ester Mazzoleni

Alcuni dei più grandi attori, cantanti e musicisti del tempo si esibirono nel Teatro Giuseppe Verdi di Zara: Alda Borelli, Ferruccio Benini, Eleonora Duse, Alfredo de Sanctis, Alessandro Drago, Ferruccio Garavaglia, Irma Gramatica, Giovanni Grasso, Ester Mazzoleni, Angelo Musco, Ermete Novelli, Antonino Palminteri, Paola Pezzaglia, Giacinta Pezzana, Italia Vitaliani, Ermete Zacconi, Emilio Zago. Tra i Direttori d'orchestra più celebri dell'800 che hanno diretto al Teatro di Lonigo, si annovera il M°Antonino Palminteri, presente sul podio del Comunale nel marzo del 1908, portando in scena l'Opera :Manon Lescaut di Giacomo Puccini. Nell'ottobre del 1904 il M°Antonino Palminteri, presente sul podio del Verdi di Zara, portando in scena le Opere :La forza del destino di Giuseppe Verdi e Germania di Alberto Franchetti. Gli esiti delle rappresentazioni furono eccellenti e apprezzatissimi, in particolare per la rappresentazione di Germania, la Stampa così si espresse: " [...] il Palminteri, vecchia e simpatica conoscenza, dirige il poderoso lavoro con quella valentia, che meritatamente gli ha procurato una bella rinomanza."
Dopo la Grande Guerra, la città di Zara fu assegnata al Regno d'Italia, ma per il Teatro Verdi iniziò un lento periodo di costante decadenza: la concorrenza del cinematografo era fortissima, e nel 1924 l'imprenditore Aldo Mestrovich aveva costruito sulle spoglie dell'antico Teatro Nobile il modernissimo Cineteatro Nazionale, con 800 posti, che alternava film e spettacoli di varietà, incontrando sempre più i gusti del pubblico.
Gli azionisti del Teatro Verdi, già pesantemente colpiti dal crollo della finanza austroungarica e dalle condizioni politico/internazionali del tempo (alcuni di loro erano fra i maggiori latifondisti della Dalmazia, ma le loro terre vennero nazionalizzate dal neonato Regno dei Serbi, Croati e Sloveni), non riuscivano più a far fronte alle cospicue spese per il funzionamento del Teatro. Il fondo teatrale, accumulato per cinquant'anni e investito in titoli di rendita austriaci, s'era volatilizzato. Ciononostante, le stagioni teatrali continuavano con una certa regolarità. Fino al 1936 al Teatro Verdi venne rappresentata ancora una ventina di opere liriche, fra le quali parecchie novità assolute per Zara, come la Turandot, I Rusteghi di Ermanno Wolf Ferrari e la Francesca da Rimini di Riccardo Zandonai. Fra i cantanti esibitisi in quegli anni, Toti Dal Monte, la dalmata di Sebenico Ester Mazzoleni e la zaratina Albina Nagy, alias Nilba Agis.

### Il nuovo progetto
Nell'autunno del 1936 il Verdi "per vetustà, per difetti inerenti alla sua costruzione, non eliminabili se non a mezzo di una sua radicale trasformazione" venne dichiarato inagibile dalla questura. Le stagioni liriche si svolsero quindi all'aperto, in Piazza delle Erbe e sullo spiazzo davanti all'Istituto Tecnico Industriale "Pasquale Bakmasz".
Il Teatro venne espropriato e riscattato dal Comune (a cinquemila lire per azione). Con delibera del podestà Giovanni Salghetti Drioli, nipote omonimo dell'ideatore del Teatro Nuovo, la sua ricostruzione venne affidata all'architetto spalatino Vincenzo Fasolo, professore all'Università di Roma, e a Paolo Rossi de' Paoli, costruttore dei nuovi quartieri di Bolzano.
Secondo il loro progetto, il teatro doveva recuperare il massimo possibile del "Verdi", con la facciata principale rivolta verso Campo Castello, un palcoscenico profondo 15 metri e una capienza di 1.400 posti. La spesa complessiva era prevista in otto milioni e novecentomila lire, già stanziate dal Comune col concorso dello Stato. I lavori iniziarono in piena guerra, nell'autunno del 1942.

### L'agonia e la fine

Il Teatro Verdi dopo i bombardamenti

Il 16 dicembre 1943 e il 22 febbraio 1944, nel corso dei bombardamenti degli alleati, il Teatro Nazionale fu danneggiato e il Verdi pesantemente colpito: una bomba aveva causato uno squarcio di 3-4 metri sul tetto sovrastante la platea, ma i muri perimetrali erano rimasti in piedi, così come la facciata e una parte dell'interno.
La città di Zara venne occupata dalle truppe jugoslave il 31 ottobre 1944, ma mentre il Nazionale, rabberciato alla meglio, venne riaperto al pubblico dalle nuove autorità il 27 marzo 1945, il Verdi fu lasciato deperire. Nonostante le richieste di recupero, l'assessore alla cultura Vlado Pilepić si oppose. La gente iniziò a far man bassa delle strutture, fino a quando venne ordinato l'utilizzo delle travi di sostegno per la costruzione di un ponticello nei pressi del villaggio di Karin, nell'entroterra zaratino. Il Teatro Verdi venne quindi raso completamente al suolo.
Al suo posto, esattamente cent'anni dopo la sua inaugurazione veniva elevata una palazzina.